# Нижегородское товарищество лёгкого пароходства
Нижегородское товарищество лёгкого пароходства — компания водного транспорта Российской империи.

## История
Транспортная компания «Нижегородское товарищество лёгкого пароходства» была основана накануне Всероссийской Нижегородской выставки 1896 года директором-распорядителем «Финляндского легкого пароходства в Петербурге» Рафаилом Карловичем фон Гартманом.
Управление делами пароходства осуществлял Иван Иванович Ситойн (1860—1916). В 1901 пароходство было продано П. Д. Яргомскому и П. М. Морозову, которыми в декабре 1902 года было преобразовано в паевое товарищество. В начале XX века их компания содержала два перевоза через Волгу (Окский и Борский) и местные линии. Товариществу принадлежали 3 паровых парома, 2 колесных парохода, 2 винтовых теплохода, 13 винтовых пассажирских баркасов, 28 плавучих пристаней. Почти все суда были построены на собственном заводе пароходства. По состоянию на 1914 год его основной капитал составлял 350 тыс. рублей (3500 акций по 100 рублей), в правление пароходства входили: И. Харин (председатель), Н. Осокин, И. Морозов, И. Ушаков, С. Каллига.